# Hamed Dahane
Pour les articles homonymes, voir Dahane.
Hamed Dahane (arabe : حامد دحان), aussi connu sous le nom de Hadi Dahane, né en 1946 à l'époque au Maroc français et décédé le 13 juillet 2020, est un joueur de football international marocain, qui évoluait au poste de milieu de terrain.

## Biographie

### Carrière en sélection
Avec l'équipe du Maroc, il figure notamment dans le groupe des sélectionnés lors de la Coupe du monde de 1970. Lors du mondial organisé au Mexique, il ne joue aucun match.